# カヤクグリ
カヤクグリ（茅潜、萱潜、学名：Prunella rubida (Temminck & Schlegel, 1848)）は、イワヒバリ科カヤクグリ属に分類される鳥類の1種。

## 分布
日本（北海道、本州中部以北、四国、九州）、ロシア（南千島）に分布する。
漂鳥で夏季に四国の剣山や本州中部以北、南千島などで繁殖し、冬季になると低地や本州、四国、九州の暖地へ南下して越冬する。九州では冬鳥。

## 形態
全長が約14 cm、翼開長が約21 cm、スズメほどの大きさ。体重が15-23 g。目立つ模様がなく色彩は地味。雌雄同色で、頭部の羽衣は暗褐色。体上面の羽衣は赤褐色で、暗褐色の縦縞が入る。胸と腹は灰褐色で、体側面から尾羽基部の下面（下尾筒）にかけての褐色の縦縞が入る。頬の辺りに薄い黄褐色の斑点模様がある。風切羽は暗褐色で外縁は茶色っぽい。大雨覆と中雨覆先端に黄色の斑がある。尾羽は暗褐色。初列風切羽は9枚（長さ52-63 mm、幅8 mm）、次列風切羽は6枚（長さ48-55 mm、幅7-10.5 mm）、三列風切羽は3枚、尾羽は12枚（長さ62-65 mm、幅7-8 mm）。
虹彩は茶褐色。眼の周囲に小さな白斑がある。嘴は細く黒色。足は橙褐色。

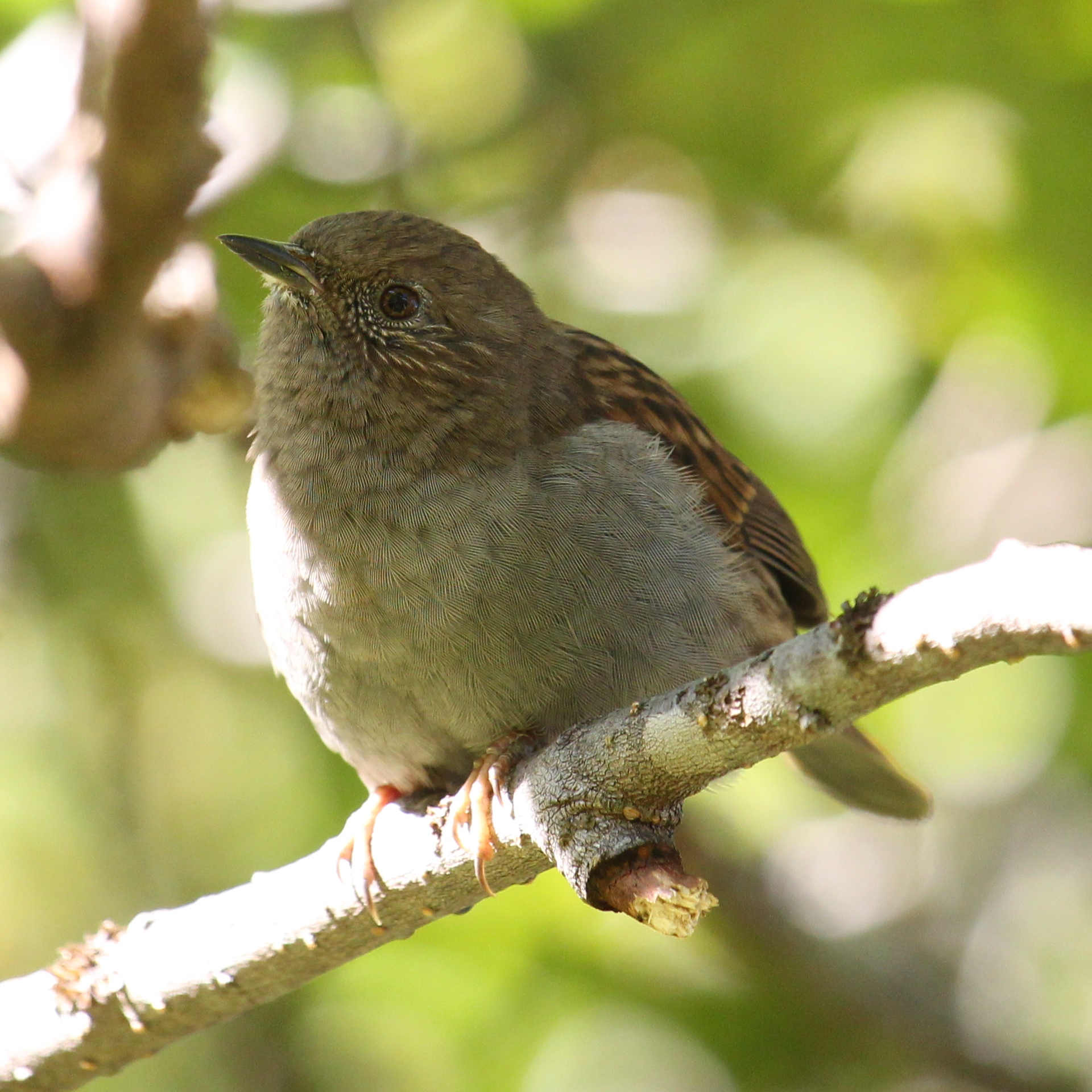
前面
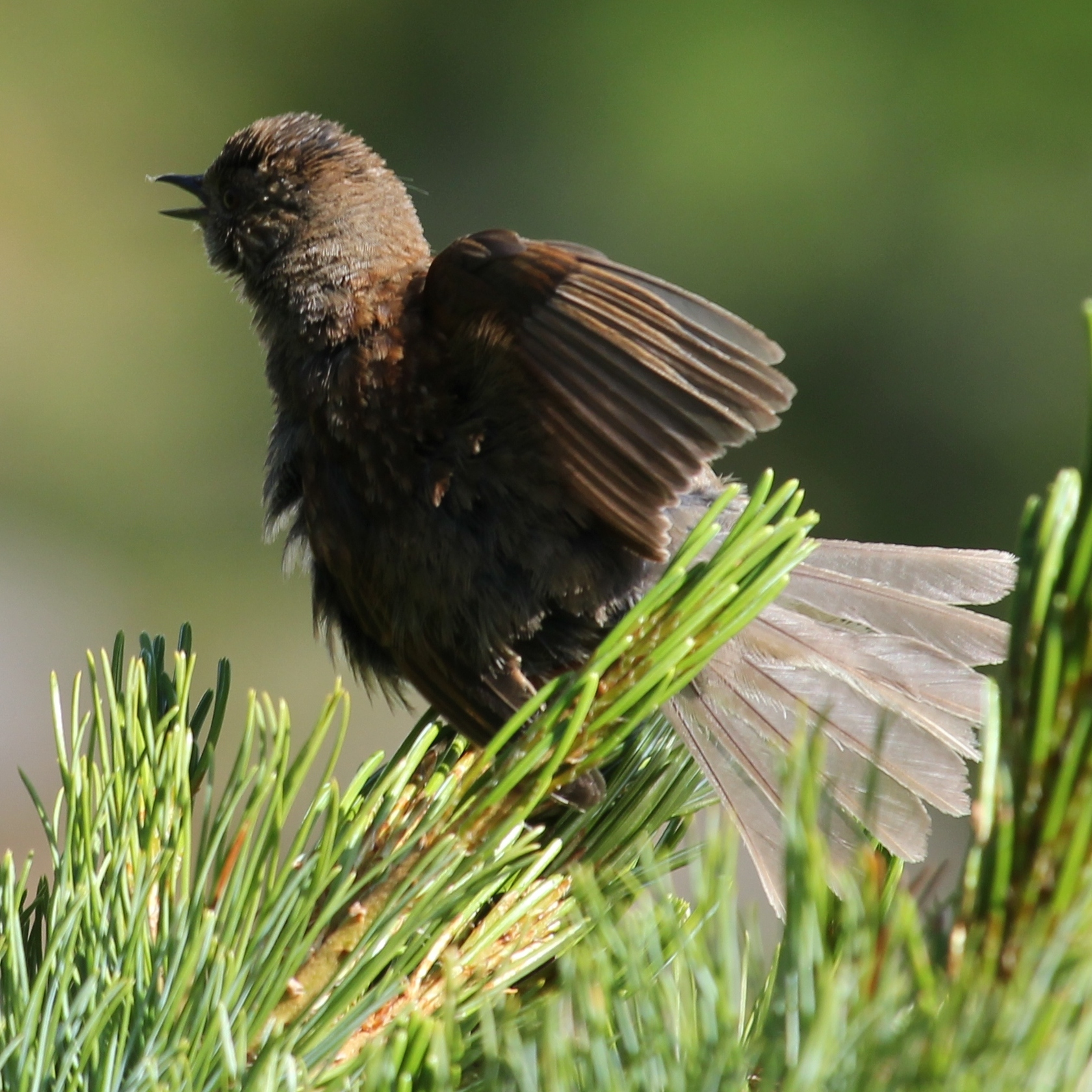
羽繕い中に翼を広げた様子

## 生態

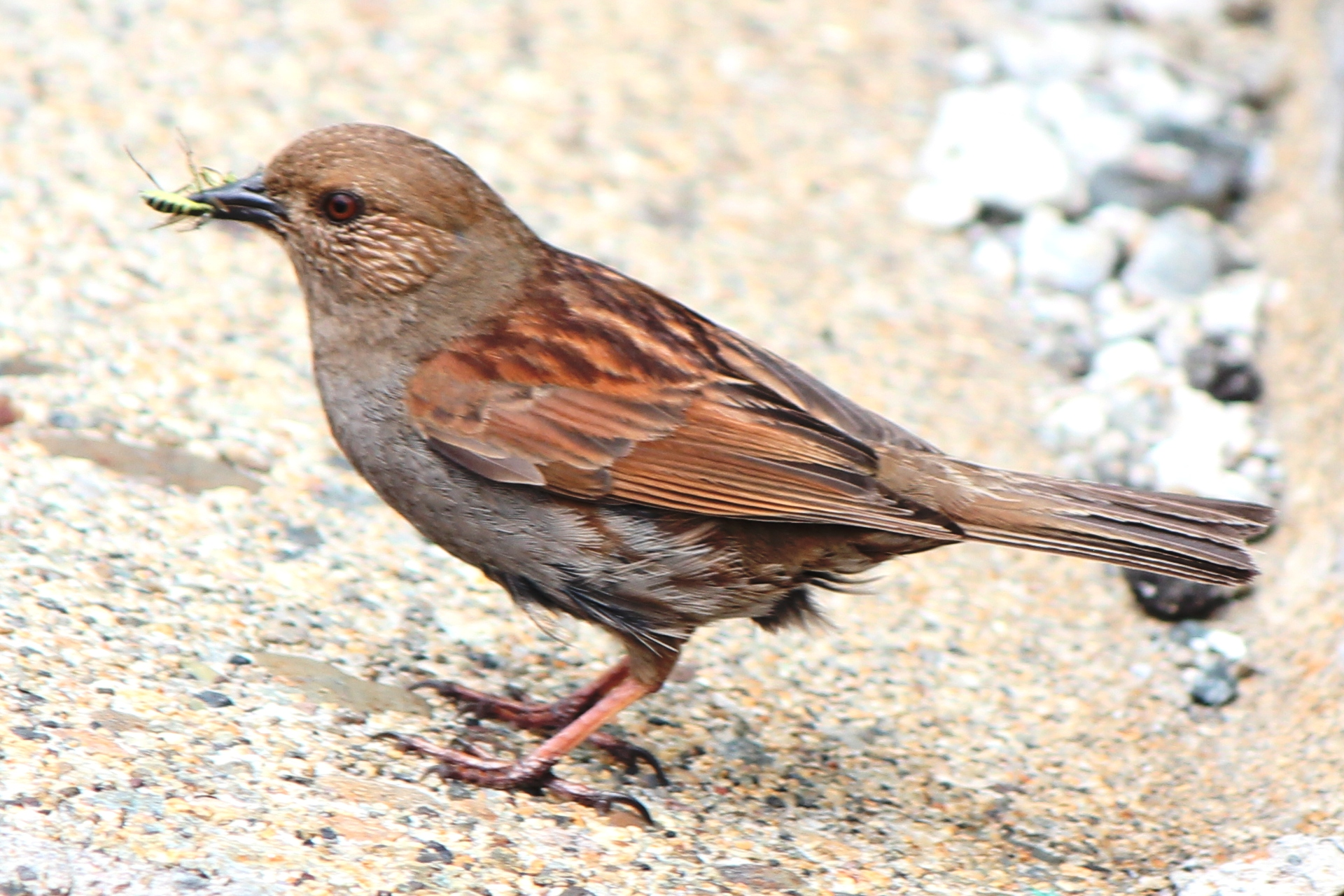
繁殖期に昆虫を捕獲したカヤクグリ、乗鞍岳の高山帯にて

亜高山帯から高山帯にかけてのウラジロナナカマド、ハイマツなどの林や岩場に生息する。林の中にいることが多く、イワヒバリほどは岩場にで出てこない。繁殖期にはハイマツの枝上などの明るい場所に出てきてさえずったり、採食をする。冬季には平地から低山地の林、灌木林、山間部の沢沿いの藪、集落の庭の藪、林縁などの標高の低い場所へ移動し、単独もしくは数羽からなる小規模な群れを形成しひっそりと生活する。繁殖期には「チリチリチリ」や「チーチーリリリ」とさえずり、地鳴きは「ツリリリ」で、ヤマヒバリの鳴き声に似ている。
食性は雑食で、灌木を縫うように移動しながら小型の昆虫、幼虫類、クモ、草や木の種子などを食べる。夏季は昆虫、冬季は種子を主に食べる。樹上でも地上でも採食を行う。
繁殖形態は卵生。繁殖期になるとオスとメスそれぞれ数羽からなる小規模な群れを形成し、オスとメスともに複数とかかわり繁殖する。一妻二夫で繁殖するとも考えられている。形成した群れではオス間に順位があると見られている。メスがオオシラビソ、キャラボク、ダケカンバ、ハイマツなどの高さ1 mほどの樹上に枯草や苔などを組み合わせたお椀状の巣を作る。メスが猫背になって尾羽を水平に伸ばし、細かく振動させてオスに対して求愛行動をする。6-9月に1日1個ずつ1腹2-4個の卵を早朝に産む。卵の長径は約2 cm、短径は約1.5 cmで青色無斑。メスだけが13-14日間抱卵し、孵化後13-14日で巣立つ。巣によっては同じ群れのオスが巣で抱卵中のメスに給餌を行う。

## 名前の由来

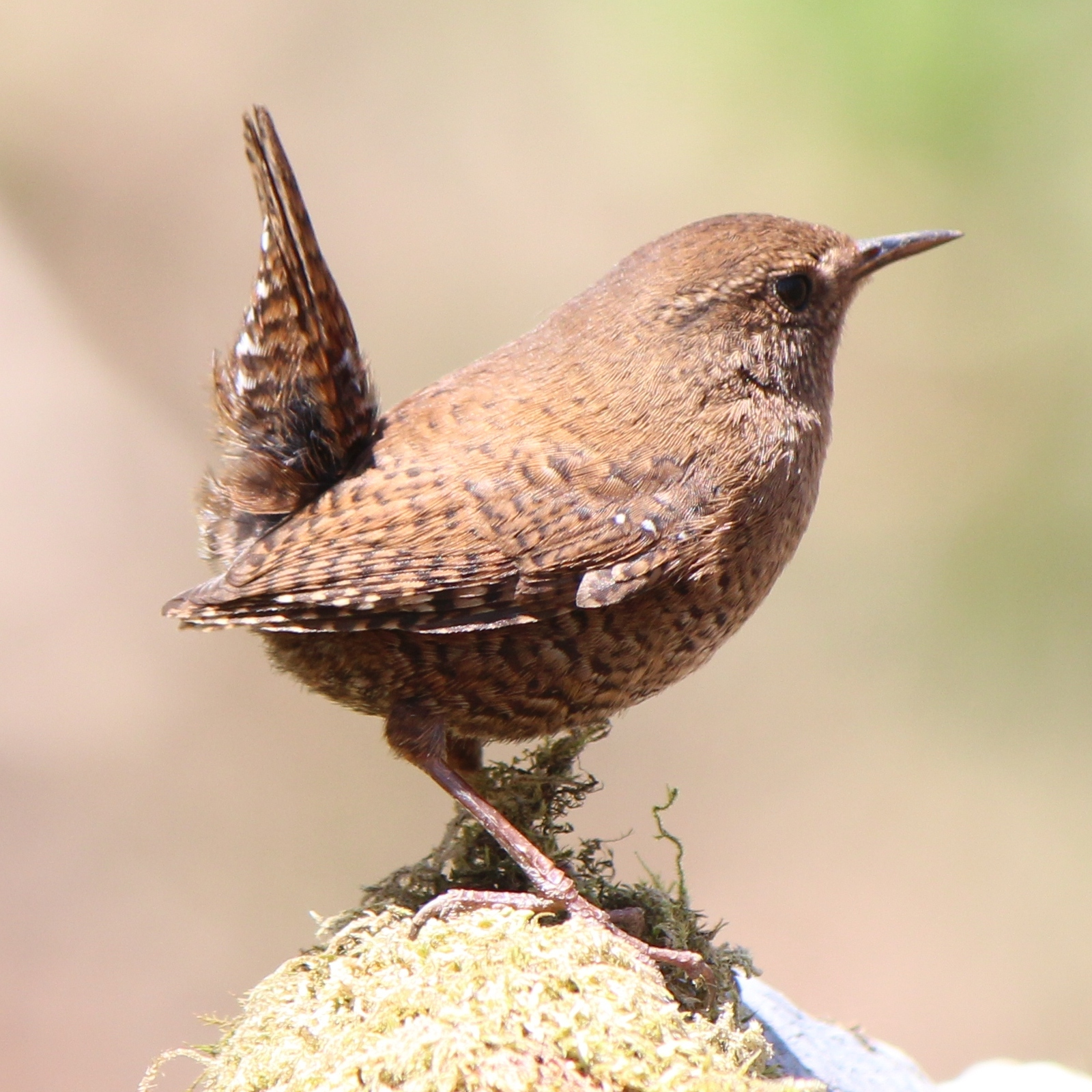
体色が似るミソサザイ

学名のPrunella rubidaは、「赤い褐色の小鳥」を意味し、種小名rubidaは「赤い、赤みがかった」の意。和名は冬季に藪地（カヤ=ススキなどの総称）に潜むように生活し、なかなか姿を見せず藪の下を潜ることに由来する。藪の中を好み体色がミソサザイに似ていることから江戸時代には、「おおみそさざい」、「やまさざい」と呼ばれていた。「しばもぐり」、「ちゃやどり」の異名をもつ。和名は夏の季語となっている。

## 種の保全状況評価
国際自然保護連合（IUCN）により、レッドリストの軽度懸念（LC）の指定を受けている。個体数は安定傾向にある。日露渡り鳥条約の指定種。
日本では以下の都道府県でレッドリストの指定を受けている。
- Ａランク - 兵庫県[注釈 2][20]
- 絶滅危惧II類（VU） - 鳥取県[16]、愛媛県[21]、徳島県[22]
  - 絶滅危惧種 - 奈良県[注釈 3][23]
- 準絶滅危惧（NT）- 秋田県、栃木県[24]、東京都北多摩・南多摩・西多摩、高知県、福岡県[25]、[注釈 4][26]
  - 希少野生生物Cランク - 青森県[注釈 5][18]
  - 一般保護生物（D） - 千葉県[注釈 6][27]
  - 希少種 - 滋賀県[注釈 7]
- その他
  - Dランク - 岩手県[28]
  - 要注目- 福井県[29]

## カヤクグリ属
カヤクグリ属（学名：Prunella Vieillot, 1816 ）はイワヒバリ科に分類される唯一の属で、以下の種が知られている。ヨーロッパ、サハラより北のアフリカ、南の半島部を除くアジアに分布し、低木林などの山地に生息する。全長13-18 cm、体重18-26 g。地上、低木の中、岩の隙間などにカップ形の巣を作る。3-6個の明るい青緑色から青色の模様がない卵を産む。抱卵期間は11-15日、孵化後12-14日で巣立つ。夏は主に昆虫を食べ、冬に植物の種子や果実を食べる。
- イワヒバリ P. collaris (Scopoli, 1769) - 南西、南中央、東ユーラシア大陸と北西アフリカから日本にかけて分布する。
- ヒマラヤイワヒバリ P. himalayana (Blyth, 1842) - 中央アジアに分布する。
- ムネアカイワヒバリ P. rubeculoides (Moore, F, 1854) - ヒマラヤに分布する。
- アカチャイワヒバリ P. strophiata (Blyth, 1843) - ヒマラヤに分布する。
- ヤマヒバリ P. montanella (Pallas, 1776) - ユーラシア大陸の北部と東部に分布する。まれに冬鳥として日本に飛来する[10]。
- ウスヤマヒバリ P. fulvescens (Severtsov, 1873) - ユーラシア大陸の中南部と東部に分布する。
- コーカサルイワヒバリ P. ocularis (Radde, 1884) - ユーラシア大陸の中南部に分布する。
- アラビアイワヒバリ P. fagani (Ogilvie-Grant, 1913) - アラビア半島南西部に分布する。
- ノドグロイワヒバリ P. atrogularis (von Brandt, JF, 1843) - ユーラシア大陸の南西部と中部に分布する。
- シロハライワヒバリ P. koslowi (Severtsov, 1887) - ユーラシア大陸の中南部と東部に分布する。
- ヨーロッパカヤクグリ P. modularis (Linnaeus, 1758) - ユーラシア大陸の西部と南西部、アフリカ北西部に分布する。
- カヤクグリ P. rubida (Temminck & Schlegel, 1845) - 日本（北海道、本州中部以北、四国、九州）、ロシア（南千島）に分布する。以下の2亜種に分類されることがある[10]。
  - P. rubida rubida - 亜種カヤクグリ、本州と四国で繁殖する[10]。
  - P. rubida fervida - エゾカヤクグリ、北海道の高山や南千島で繁殖する[10]。
- クリイロイワヒバリ P. immaculata (Hodgson, 1845) - ヒマラヤからブータン北部と中国中央部にかけて分布する。

## 近縁種
形態はイワヒバリやクロジなどに似る。
- イワヒバリ - 岩雲雀（学名：Prunella collaris (Scopoli, 1769) ）、同じく高山帯に生息するが、全長が約18 cmと一回り大きくく、嘴の基部が黄色であることなどで識別できる[31]。
- ヨーロッパカヤクグリ - ヨーロッパ茅潜（学名：Prunella modularis (Linnaeus, 1758) ）、温帯ヨーロッパやアジア西部に分布し、少数はアフリカ北部で越冬する[32]。

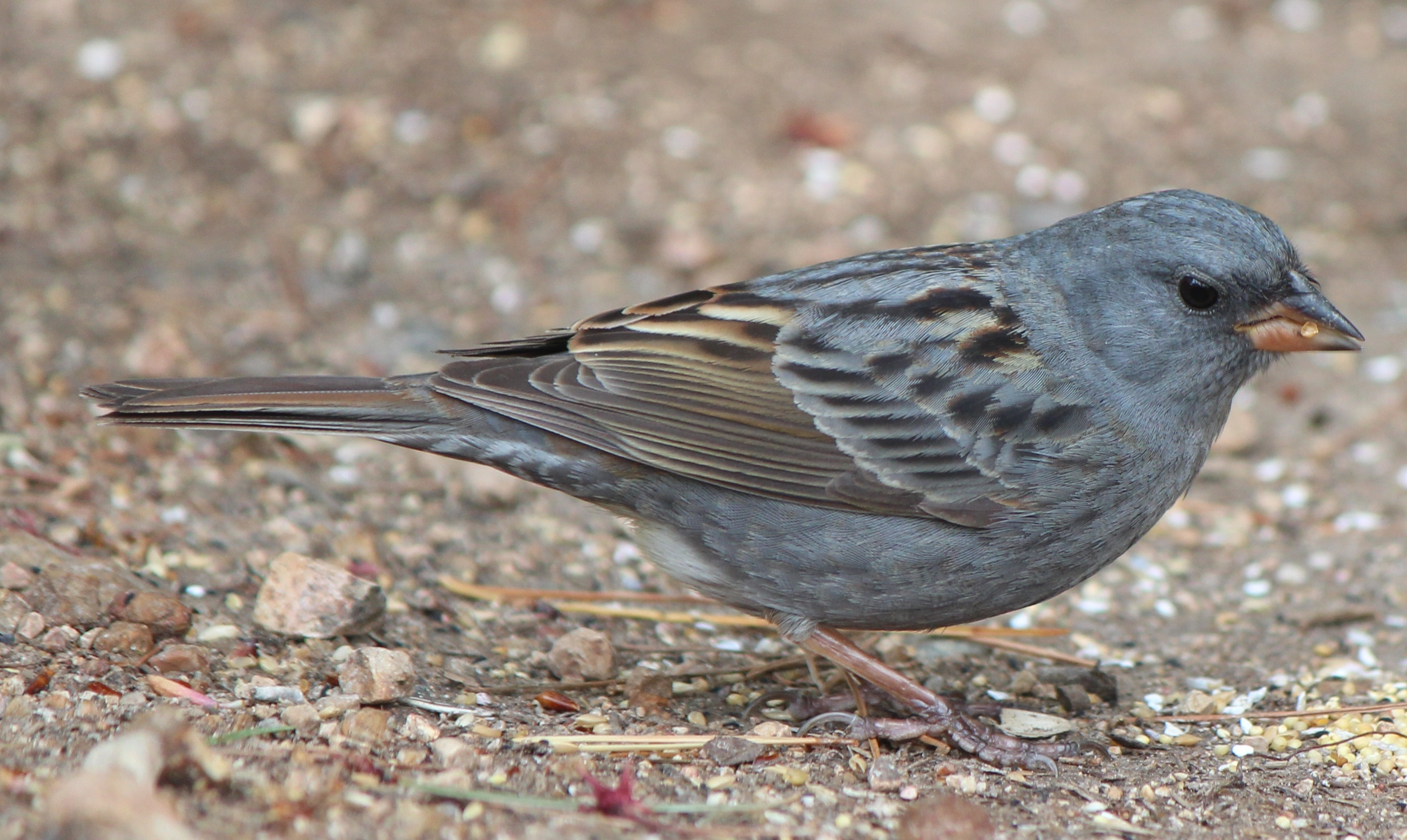
体色が似るクロジ、嘴はカヤクグリより太い Emberiza variabilis
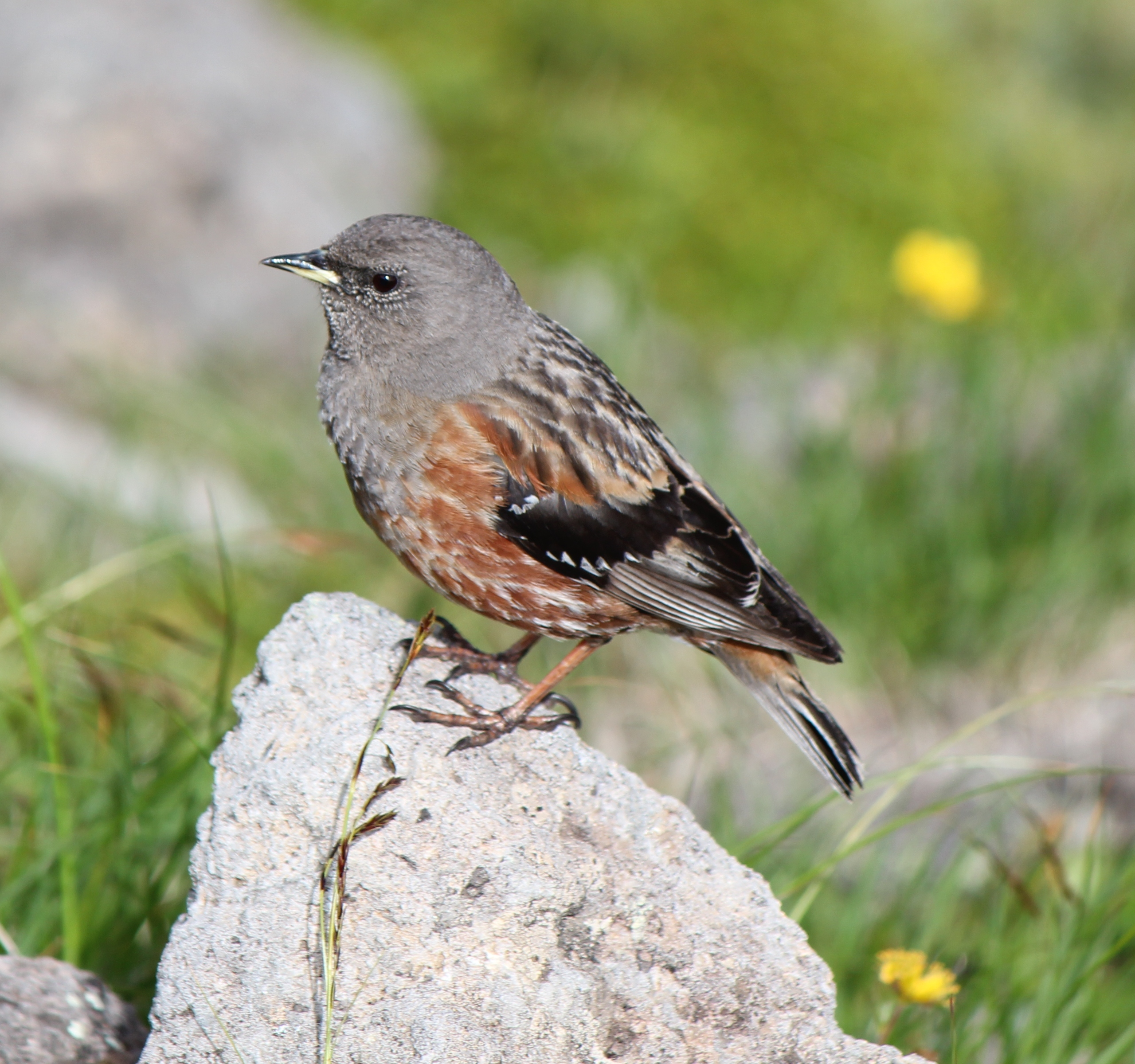
イワヒバリ P. collaris
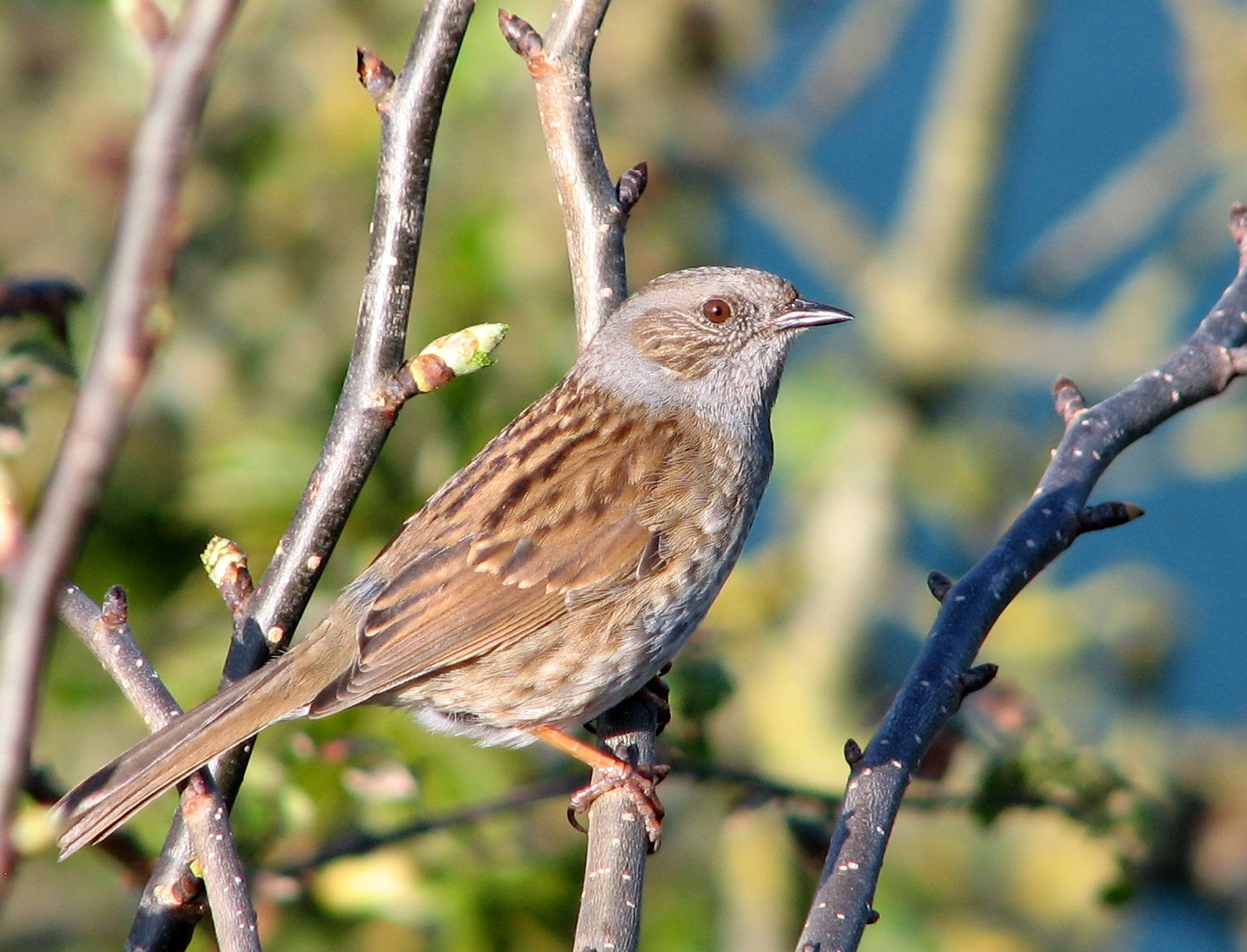
ヨーロッパカヤクグリ P. modularis